# تيريزا (فلم 2010)
تيريزا (بالبرتغالية: Teresa) هُو فيلم دراما قصير غيني استوائي صدر سنة 2010 وأخرجه خوان بابلو إيبانغ إيسونو وأنتجته المكتبة الوطنية في غينيا الاستوائية. أما سيناريو الفيلم فقد ألفته غييرمينا ميكوي مبا أوبونو. الفيلم من بُطولة إيلينا إيانغا وبيتي كاي بي ودينا أنغيسومو. يُعد الفيلم أول فيلم مُتوسط المُدة يتم إنتاجه في غينيا الاستوائية.
يدور الفيلم حول حياة ثلاثة طُلاب مُراهقين : تيريزا وروسيو ويولاندا. عُرض الفيلم لأول مرة في المركز الثقافي الإسباني في مالابو (CCEM) وفي المعهد الثقافي للتعبير الفرنسي في ذات المدينة (ICEF). حاز الفيلم على إشادة من النقاد وفاز بالعديد من الجوائز في مهرجانات سينمائية دولية.

## طاقم التمثيل
- إيلينا إيانغا في دور تيريزا.
- بيتي كاي بي.
- دينا أنغيسومو.

## روابط خارجية
- مقالات تستعمل روابط فنية بلا صلة مع ويكي بيانات